# André Carabeuf
André Carabeuf, souvent orthographié dans la presse André Carabœuf, né le 10 avril 1908 à Colombes et décédé le 28 mars 1998 à Verrières-le-Buisson, est un footballeur français.

## Carrière
Détecté au club de La Garenne-Colombes, André Carabeuf signe en 1933 à l'US Valenciennes-Anzin, lors de la saison inaugurale de la deuxième division du championnat de France de football. Il joue arrière. L'année suivante, il rejoint le Stade Malherbe Caen, qui se lance à son tour à ce niveau. Il y brille et joue en sélection de Normandie. 
En 1935, il signe à l'AS Saint-Étienne, toujours en deuxième division. Mais sans démériter, il y est barré par la concurrence et y joue peu. Il semble arrêter le football professionnel à l'issue de la saison 1935-1936. Sur ces trois saisons il dispute un minimum de 35 matchs de championnat. 
Il est par la suite menuisier en région parisienne.